# Jorge Amat
Jorge Amat, nascut el 1949, és un director i fotògraf francès de cinema i televisió, fill de Federico Melchor Fernández, líder comunista espanyol i de la pintora Victòria Pujolar Amat, republicans espanyols, exiliats a França després del cop d'estat de Francisco Franco.

## Biografia
Jorge Amat va estudiar arts visuals i cinema a la Universitat de París-VIII. Va estudiar amb Gilles Deleuze, François Chatelet, Jean Painlevé, Jacques Rivette i Roger Dadoun.
Va començar al cinema com a ajudant i assessor de Fernando Arrabal. Va dirigir quatre llargmetratges de ficció.
Continuant fent fotos, va realitzar diversos documentals polítics sobre les Brigades Internacionals a Espanya, l'extrema esquerra a Itàlia, la resistència i la lluita armada a França, la màfia a Sicília i més en general sobre els que resisteixen l'opressió.

## Obres

### Filmografia
- 2022 : Mai 68 au masculin, Utopiart films, 87 minuts ; distribució Le Saint André des Arts, Paris.
- 2020 : Les 7 vies de Madeleine Riffaud,[2] Paris, Doriane films, 2021, Plantilla:Heure
- 2019 : Filles de Mai, documental (de maig del 68 al feminisme), consell científic d'Anne Querrien,[3] 94 min ; distribució Le Saint-André-des-Arts, Paris
- 2017 : Les Résistants du train fantôme, 84 min ; escrit per Guy Scarpetta ; amb Guy Scarpetta, Raymond Levy, Jacques Sylberfeld, Christian de Roquemaurel, Ange Alvarez ; televisió : 2016, 52 min, diffusion FR3
- 2013 : Léo Bassi l'anti-pape de Lavapies, documental TV, sobre un clown filòsof, 52 min, Arte
- 2013 : Génération Ferré, documental TV, 52 min, Arte
- 2011 : L'Instinct de Résistance, documental ; amb Stéphane Hessel, Pierre Daix, Armand Gatti, Serge Silberman ; veu en off Féodor Atkine ; música Jean-Louis Valero
- 2010 : La France des camps-1938-1946, documental TV, escrit amb Denis Peschanski, 90 min, producció Compagnie des Phares et Balises[4]
- 2008 : Maréchal nous voilà ? La propagande sous Vichy,[5] documental TV, escrit amb Denis Peschanski, 63 min, producció Compagnie des Phares et Balises ; Plantilla:1re a France 2 23 octobre 2008
- 2007 : Sonate pour un fugitif, 79 min ; ficció dramàtica amb Ainara Iribas i Jorge Flores
- 2006 : À la recherche de Kafka, 75 min ; ficció dramàtica amb Albert Delpy, Tom Novembre, Juliette Andréa
- 2006 : La Traque de l'affiche rouge,[6] amb Denis Peschanski, docu-fiction TV (com la policia va desarticular el grup Manouchian), 72 min, producció compagnie des Phares et Balises en col·laboració amb la Fondation Gabriel Péri i L’Humanité
- 2005 : Dado Tagueur, documental, 70 min
- 2005 : Entretien avec Patrick Roegiers et Olivier O. Olivier, 40 min
- 2004 : Témoins de la libération de Paris, documental TV, 52 min
- 2004 : Avoir 20 ans en août 1944, documental TV (sobre l’alliberament de París segons Madeleine Riffaud), 90 min
- 2003 : Voyage en Oxyplatine, 65 min ; seleccionat al festival de Sant Sebastià 2003
- 2003 : La Voix de Jean Moulin, documental TV (sobre la resistència i la mort de Jean Moulin, 90 min
- 2003 : Le Trésor de Yamashita, documental TV (sobre el botí de guerra japonès a les Filipines, 52 min
- 2003 : L'Espoir pour mémoire, documental TV (crònica de les Brigades Internacionals a Espanya, 1936-39), 3 x 55 min
- 2003 : Ciao Bella Ciao, documental de televisió (l'exili dels esquerrans italians a França) amb Toni Negri filmat a la presó de Rébibia i l'escriptor fugitiu  Cesare Battisti, 61 minuts i 80 minuts
- 2003: L'Œil du Consul, documental de televisió (La guerra dels Bòxers i la Xina el 1900), 52 min.
- 1997: Les paradoxes de Bunuel, 80 min; amb Michel Piccoli, Jean-Claude Carrière; festivals de Venècia, Tòquio i Sant Sebastià el 1997
- 1984: Clin d'œil, ficció dramàtica; Selecció de festes de Sant Sebastià

### Fotografia
Jorge Amat porta 20 anys exposant a diverses galeries de París i Madrid.
- Paris : galeria La Pierre rue Mazarine ; fotos relació homes, animals i llur signe zodiacal (1979)
- Paris : Galeria Beaubourg (2007 - fotos sobre tela)
- Madrid : Galeria Pelayo (1985)
- Centre culturel Neuilly (2009 et 2011)

## Publicacions
- Les Incontournables de l’opéra (Filipacchi)
- Obsessions nocturnes, lllibre de fotos amb un DVD de make-off, text de Jacques Henric, éditions Édite, 2006 ISBN 2-84608-194-8 Prix Sade 2006 del llibre d'art[7]